# Physella utahensis
Physella utahensis är en snäckart som först beskrevs av Clench 1925.  Physella utahensis ingår i släktet Physella och familjen blåssnäckor. IUCN kategoriserar arten globalt som sårbar. Inga underarter finns listade i Catalogue of Life.